# Principauté de Waldeck-Pyrmont
1712–1918

Armes des princes de Waldeck-Pyrmont.

La principauté de Waldeck, ou principauté de Waldeck-Pyrmont, est un ancien État du Saint-Empire romain germanique, de la confédération du Rhin, de la Confédération germanique, puis de l'Empire allemand, de la fin du XIIe siècle jusqu'en 1929. En 1349, il obtint le statut d'immédiateté impériale, et en 1712, il fut érigé en principauté. Après la dissolution du Saint-Empire romain germanique en 1806, il devint un État membre des entités politiques suivantes : la confédération du Rhin, la Confédération germanique, la Confédération de l'Allemagne du Nord et l'Empire allemand. À la suite de l'abolition de la monarchie en 1918, l'État libre de Waldeck-Pyrmont, ainsi renommé, fit partie de la république de Weimar jusqu'à sa division entre le Hanovre et d'autres provinces prussiennes en 1929. Ce territoire comprenait des régions situées dans l'actuelle Land de Hesse et en Basse-Saxe, en Allemagne.

## Histoire

### Origine
Les ancêtres des comtes de Waldeck et des futurs princes de Waldeck-Pyrmont étaient, par descendance masculine, les comtes de Schwalenberg.
Le château de Waldeck, dominant la vallée de l'Eder, est mentionné pour la première fois en 1120. En 1180, une branche des comtes de Schwalenberg adopta le nom de ce château après que Volkwin II de Schwalenberg l’eût acquis par son mariage avec Luitgard, la fille du comte Poppo I de Reichenbach et Hollende, ainsi que l'héritière de Waldeck. Au fil des siècles, cette famille parvint à établir un petit territoire sous son contrôle dans le nord de l'actuelle Hesse.

### Comté de Waldeck jusqu'en 1712
À l'origine, Waldeck était un fief de l'archevêché de Mayence. En 1379, le comté obtint le statut de fief impérial. Après la mort du comte Henri VI en 1397, la famille se scinda en deux lignées : la lignée aînée de Landau, dirigée par Adolphe III, et la lignée de Waldeck, sous Henri VII. Ces deux branches furent parfois en conflit. En 1431 et 1438, face à des difficultés financières et sous l'effet de la victoire décisive du landgrave de Hesse sur l'électorat de Mayence en 1427, les deux lignées se placèrent sous la suzeraineté du landgraviat de Hesse (qui deviendra la Hesse-Cassel en 1576). Le landgrave paya aux comtes de Waldeck une redevance féodale pour couvrir leurs dettes et assuma également les dettes restantes.
La lignée de Waldeck se divisa à nouveau en 1486, après la mort d'Henri VIII, en deux branches : Waldeck-Wildungen et Waldeck-Eisenberg. Lorsque la lignée aînée de Landau s'éteignit en 1495 avec Otto IV, ses possessions furent intégrées aux lignées de Wildungen et d'Eisenberg. En 1526 et 1529, Philippe IV de Waldeck-Wildungen et Philippe III de Waldeck-Eisenberg introduisirent la Réforme protestante dans leurs territoires respectifs. Plusieurs partages successoraux créèrent d'autres lignées et branches collatérales, qui furent cependant réunifiées en 1692 sous la nouvelle lignée des Wildungen.
En 1625, le comté de Pyrmont fut acquis par les comtes de Waldeck par contrat d'héritage, et les comtes prirent alors le titre de comtes de Waldeck et Pyrmont. Cependant, l'unification des deux territoires ne fut réalisée sur le plan juridique qu'au XIXe siècle.
En 1639, le comte Philippe-Thierry de Waldeck de la nouvelle lignée d'Eisenberg hérita du comté de Culemborg dans le Gueldre, ainsi que des seigneuries de Werth en Münsterland, Palant et Wittem, à la suite du dernier comte de Pallandt-Culemborg. Son frère, le comte Georges-Frédéric de Waldeck, lui succéda en 1664, prenant le titre de « Georges-Frédéric, comte et seigneur de Waldeck, Pyrmont et Culemborg, baron de Tonna, Paland, Wittem, Werth ». En 1682, il fut élevé au rang de prince impérial de Waldeck par l'empereur Léopold Ier. La résidence comtale fut transportée en 1655 du château de Waldeck, sur l'Eder, à Arolsen. Après le décès de ses quatre fils avant lui, il établit la primogéniture masculine pour l'ensemble de la maison de Waldeck par un contrat signé le 12 juin 1685 avec son cousin, le comte Christian-Louis de la lignée de Wildungen. Ce contrat fut confirmé par l'empereur Léopold Ier en 1697. À la mort de Georges-Frédéric en 1692, Christian-Louis devint le seul souverain du comté.
En 1714, le comté de Culemborg et la seigneurie de Werth passèrent à la Saxe-Hildburghausen, à la suite du mariage en novembre 1680 de Sophie-Henriette, la deuxième fille de Georges-Frédéric, avec le duc Ernest III de Saxe-Hildburghausen. En 1640, la seigneurie de Tonna en Thuringe, fief des ducs de Saxe-Altenbourg, avait également été héritée par les Waldeck-Pyrmont, mais elle fut vendue en 1677 au duc Frédéric Ier de Saxe-Gotha-Altenbourg.

### Principauté de Waldeck de 1712 à 1848
Le 6 janvier 1712, l'empereur Charles VI éleva Frédéric-Antoine-Ulrich de Waldeck et Pyrmont au rang de prince héréditaire, le désignant ainsi prince de Waldeck et Pyrmont.
Durant la guerre d'indépendance américaine, le prince Frédéric-Charles-Auguste mit à la disposition des Britanniques, moyennant rémunération, trois régiments pour servir en Amérique. En tout, 1 225 soldats originaires de Waldeck prirent part aux combats en Amérique.
La principauté, qui avait rejoint la confédération du Rhin en 1807, traversa les bouleversements de la fin du XVIIIe siècle et du début du XIXe siècle sans être intégrée au royaume napoléonien de Westphalie. Waldeck s'engagea à garantir l'égalité des droits pour les citoyens catholiques dans l'exercice de leur religion et à fournir 400 soldats en cas de campagne militaire. Un partage successoral entre les frères Frédéric et Georges en 1806 fut de courte durée, se terminant avec le décès de Frédéric seulement six ans plus tard.
En 1815, Waldeck adhéra à la Confédération germanique, puis, en 1832, au Zollverein. En 1847, sous l'impulsion de la Prusse, la suzeraineté du Hesse-Cassel sur Waldeck (ainsi que sur le Schaumbourg-Lippe) fut définitivement annulée par un arbitrage du Bundestag, après avoir été de facto dissoute par l'adhésion du Waldeck à la confédération du Rhin en 1807. Pour le Hesse-Cassel, cette décision représentait une perte significative, car elle ne pouvait plus revendiquer aucun droit de retour en cas de déshérence.

### Principauté de Waldeck-Pyrmont de 1849 à 1918

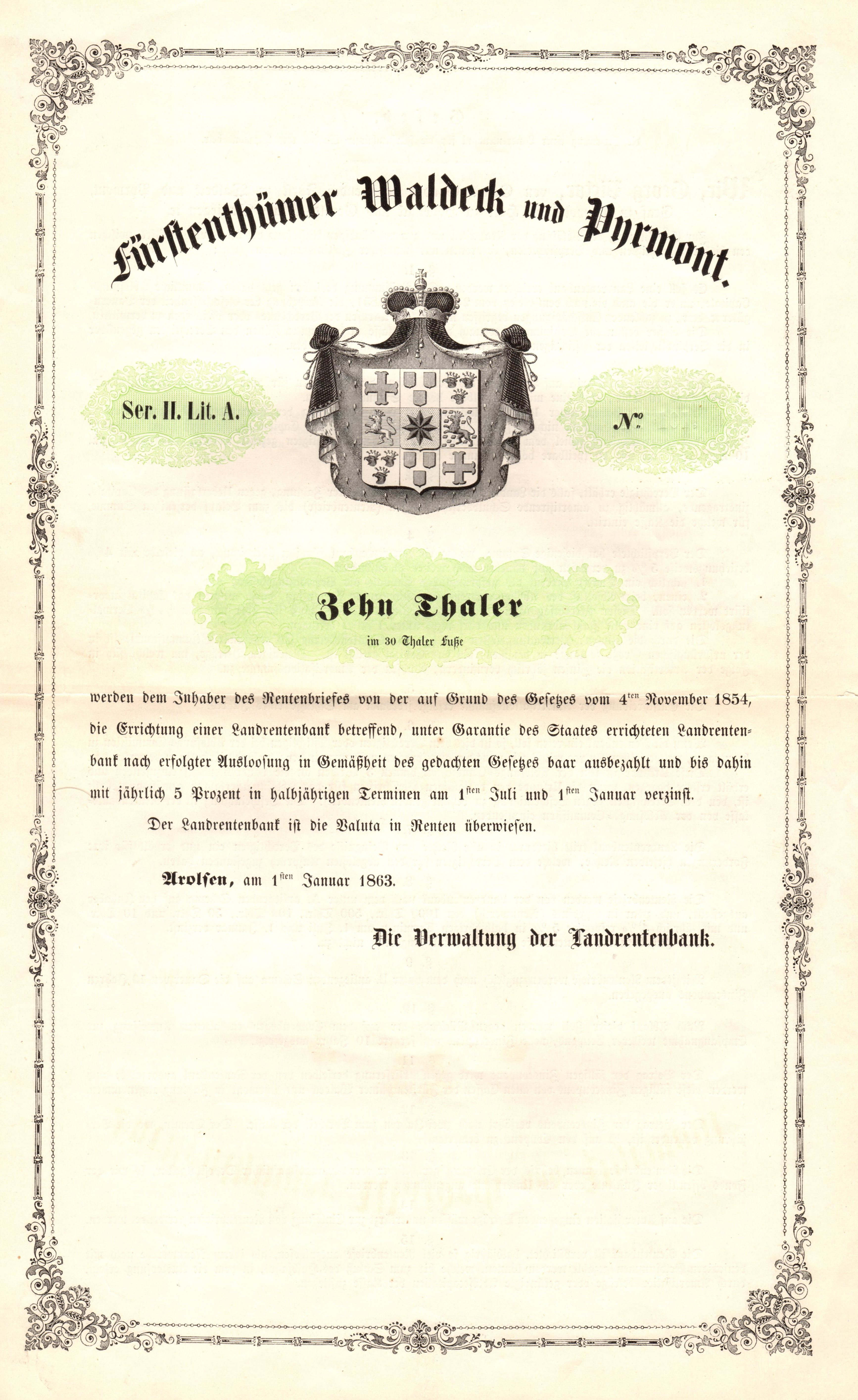
Titre d’emprunt de la principauté de Waldeck-Pyrmont en date du 1er janvier 1863.

Dès 1813, les princes avaient tenté de réunir juridiquement le comté de Pyrmont (promu en principauté en 1807), qu'ils dirigeaient en union personnelle avec Waldeck depuis 1645, afin de former la principauté de Waldeck-Pyrmont. Cependant, en raison de résistances politiques, cette unification ne fut effective qu'en 1849. Même après cette fusion, un petit parlement spécifique à Pyrmont persista jusqu'en 1863, se consacrant principalement aux questions budgétaires.
Le 1er août 1862, le Waldeck-Pyrmont signa une convention militaire avec la Prusse. En conséquence, lors de la guerre de 1866 entre la Prusse et l'Autriche, la principauté soutint la Prusse et évita ainsi l'annexion, contrairement à l'Électorat de Hesse voisin.
Cependant, en raison de ses ressources financières limitées, la petite principauté ne pouvait pas régler ses contributions à la confédération de l'Allemagne du Nord. Le Landtag, dans un geste stratégique, rejeta à l'unanimité la constitution fédérale afin de forcer le prince à négocier un traité d'accession avec la Prusse. Initialement, Bismarck avait écarté l'idée d'une union directe avec la Prusse pour des raisons de prestige. Finalement, en octobre 1867, le Waldeck-Pyrmont conclut un traité d'accession avec la Prusse. Ce traité stipulait que la principauté, bien que restant nominalement indépendante, verrait la Prusse prendre en charge, à partir du 1er janvier 1868, les déficits budgétaires et l'administration intérieure, y compris les domaines de la justice et de l'éducation, tout en respectant les lois locales de Waldeck. La Prusse nomma alors un directeur régional, avec l'accord formel du prince. Les affaires judiciaires étaient gérées par les tribunaux prussiens de Cassel et, pour la région de Pyrmont, de Hanovre. Le prince conservait uniquement la gestion des affaires ecclésiastiques, le droit de grâce et un droit d'approbation des lois. Il continuait également à percevoir les revenus des domaines. Le traité d'accession devait être renouvelé tous les dix ans. Cette convention n'ayant ôté à la principauté ni sa souveraineté, ni son autonomie législative, elle devint membre fondateur de l'Empire allemand en 1871.

### État libre de Waldeck-Pyrmont à partir de 1919
Le 13 novembre 1918, à la fin de la Première Guerre mondiale et au cours de la révolution qui entraîna la chute des monarchies allemandes, un représentant du conseil révolutionnaire des ouvriers et des soldats de Cassel se rendit à Waldeck pour annoncer l'abolition de la monarchie. La principauté fut alors transformée en État libre de Waldeck-Pyrmont au sein de la république de Weimar. Toutefois, aucune nouvelle constitution ne fut adoptée, et la constitution monarchique de 1852 demeura en vigueur de jure jusqu'en 1929. Les termes du traité avec la Prusse restèrent également en application.
Le 30 novembre 1921, à la suite d'un référendum, Pyrmont fut séparé de Waldeck et intégré à la Prusse, devenant partie du nouveau district de Hameln-Pyrmont dans la province de Hanovre. Dès lors, le territoire restant fut simplement connu sous le nom d'État libre de Waldeck.
Le territoire restant continua à être administré selon le traité de 1867 avec la Prusse jusqu'à son abrogation en 1926. Le 9 avril 1927, une modification de la loi fédérale sur la péréquation financière (Finanzausgleichsgesetz) réduisit considérablement l'allocation de revenus fiscaux fédéraux pour Waldeck, qui perdit près de 600 000 reichsmarks. Face à cette diminution drastique des revenus, et sans une augmentation substantielle des impôts locaux, l'État libre ne parvint plus à maintenir sa viabilité financière. Par conséquent, le 1er avril 1929, l’État de Waldeck fut aboli et intégré à la province prussienne de Hesse-Nassau, mettant ainsi fin à son existence en tant qu'entité souveraine.
La famille princière faisait remonter son origine à Witikind et fut liée aux Orange-Nassau : son dernier prince régnant, Frédéric, était le frère de la reine-régente des Pays-Bas Emma de Waldeck-Pyrmont, mère de la reine Wilhelmine des Pays-Bas et de la duchesse d'Albany.

## Géographie
D'une superficie d'environ 1 121 km2, sa capitale était Arolsen. Sa population était de 59 000 habitants en 1905. Elle était formée de deux principautés de taille inégale :
- la principauté de Waldeck proprement dite, enclavée dans l'ancien électorat de Hesse et dans les districts de Minden et d'Arensberg de la province de Westphalie,
- le comté de Pyrmont, autour de la ville de Bad Pyrmont.Carte de la principauté de Waldeck.

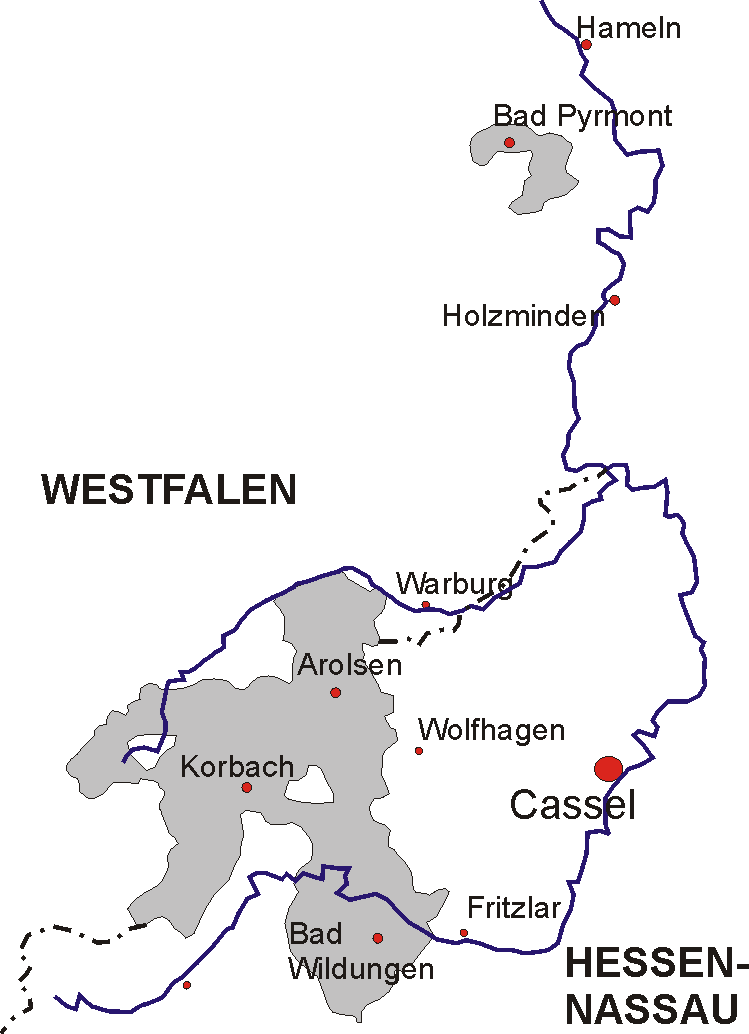
Carte de la principauté de Waldeck.

## Structure administrative
Jusqu'en 1814, la principauté était subdivisé en neuf districts administratifs (Ämter), englobant également treize petites villes : Arolsen (précédemment Mengeringhausen), Eilhausen, Eisenberg, Landau, Lichtenfels, Rhoden, Waldeck, Wetterburg et Wildungen. En 1814, ces districts furent réorganisés en trois districts supérieurs. Deux ans plus tard, en 1816, ils furent redéployés en cinq districts judiciaires supérieurs :
- District judiciaire supérieur de la Diemel : formé par la fusion de Rhoden et Eilhausen, avec siège à Rhoden.
- District judiciaire supérieur de la Twiste : regroupant Arolsen, Wetterburg et Landau, avec siège à Arolsen.
- District judiciaire supérieur de la Werbe : constitué uniquement de Waldeck, avec siège à Sachsenhausen.
- District judiciaire supérieur de l'Eder : formé par Wildungen, avec siège à Alt-Wildungen.

Lichtenfels, avec son siège à Sachsenberg, demeura indépendant jusqu'en 1848, avant d'être intégré au district judiciaire supérieur de l'Eisenberg.
En 1850, la principauté fut réorganisée en trois arrondissements : 
- Arrondissement de l'Eider : comprenant les anciens districts supérieurs de l'Eder et de la Werbe, ainsi que Freienhagen, détaché du district supérieur de la Twiste, avec siège à Wildungen.
- Arrondissement de l'Eisenberg : constitué des anciens districts supérieurs de l'Eisenberg et de Strothe, et de Meineringhausen, avec siège à Korbach.
- Arrondissement de la Twiste : englobant les anciens districts supérieurs de la Twiste et de la Diemel, avec siège à Mengeringhausen (et, à partir de 1857, à Arolsen).

À cette répartition s'ajouta l'arrondissement de Pyrmont, qui, en 1922, fusionna avec l'arrondissement prussien de Hameln dans la province de Hanovre.
Nombres d'habitants par arrondissements en 1871 :
| Arrondissement (chef-lieu) | Habitant en 1871 |
| -------------------------- | ---------------- |
| Eider (Nieder-Wildungen)   | 14 862           |
| Eisenberg (Korbach)        | 16 575           |
| La Twiste (Arolsen)        | 17 199           |
| Pyrmont                    | 07 588           |

Recensement de la population de 1910: 
Au 1er décembre 1910, 61 707 personnes vivaient dans la principauté de Waldeck-Pyrmont, réparties dans 121 communes :
| Arrondissement                | Commune | Superficie (en km²) | Habitant |
| ----------------------------- | ------- | ------------------- | -------- |
| Arrondissement de l'Eider     | 036     | 0.334,01            | 16 637   |
| Arrondissement de l'Eisenberg | 043     | 0.419,09            | 19 567   |
| Arrondissement de la Twiste   | 031     | 0.302,33            | 16 154   |
| Arrondissement de Pyrmont     | 011     | 0.065,53            | 09 349   |
| Principauté                   | 121     | 1 120,96            | 61 707   |

## Organisation politique
Depuis la création de la principauté, Waldeck avait des États provinciaux, qui se maintinrent avec quelques ajustements pendant la première moitié du XIXe siècle. À la suite de la révolution de mars 1848, un Landtag commun fut établi pour Waldeck et Pyrmont. Pendant la république de Weimar, cette assemblée continua à exister sous la forme d'un Landtag, représentant les intérêts locaux.

## Armée
« Régiment de Waldeck » redirige ici. Pour les autres significations, voir Régiment de Waldeck (homonymie).
En 1652, le comté de Waldeck leva trois compagnies d'infanterie permanentes. Elle participèrent au sein de l'Armée du Saint-Empire à la guerre de 1664 contre les Turcs, notamment à la bataille de Saint-Gothard le 1er août.
Cependant, de 1681 jusqu'aux guerres napoléoniennes, les soldats de Waldeck servaient principalement comme « mercenaires » ou, plus précisément, comme « auxiliaires » recrutés par les dirigeants de Waldeck pour des services étrangers. L'intérêt est financier, afin de s'assurer une source de revenu pour Waldeck.
En 1681, les trois compagnies furent renforcées pour former un régiment, mis au service de la république de Venise dans la guerre de Morée en 1687-1688. Il reste au service des Vénitiens jusqu'en 1710. De retour dans le comté, le régiment fut réduit à un bataillon, engagé en 1734 et 1735 dans la guerre de Succession de Pologne avec le contingent du Saint-Empire contre la France. Il combattit notamment à la bataille de Clausen le 20 octobre 1735.
La demande pour ces troupes était telle que le bataillon initial fut agrandi en un régiment en 1740 (le 1er régiment, à deux bataillons), trois bataillons en 1744 (1er régiment à deux bataillon et 2e régiment à un bataillon), et quatre bataillons en 1767 (deux régiments à deux bataillons).
Le service étranger le plus notable fut celui auprès des Hollandais. En 1742, le 1er régiment fut mis à leur solde, ainsi que le Ier bataillon du 2e régiment. Ils participèrent à la guerre de Succession d'Autriche contre la France. À partir de 1755, une forme de conscription est mise en place pour le service dans les régiments de la principauté.
En 1776, le prince de Waldeck leva un cinquième bataillon de volontaires pour fournir des troupes au royaume de Grande-Bretagne dans la guerre d'indépendance américaine. Sous le nom de 3e régiment, composé d'un seul bataillon, comprenait quatre compagnies de bataillon, une compagnie de grenadiers, un état-major et un détachement d'artillerie. Le 3e régiment fut capturé le 9 mai 1781 par les troupes espagnoles et françaises soutenant les Américains. Après une longue captivité, les soldats revinrent en juillet 1803 en Allemagne.
Le 5e bataillon (ex-3e régiment) fut soldé à partir de 1785 par les Provinces-Unies puis par la République batave. L'armée de ce nouvel Etat, fondé en janvier 1795 après l'invasion française des Pays-Bas, avait conservé à son service les deux premiers régiments de Waldeck, ainsi que le 5e bataillon qui combattit les Britanniques à Alkmaar et Huisduinen en 1799.
Le 5e bataillon fut envoyé dans la colonie du Cap en 1802. Après novembre 1803, la division batave de l'invasion du Hanovre (en) comptait le IIe bataillon du 2e régiment et les grenadiers des deux régiments. Les IIe bataillons de deux régiments furent à nouveau engagés dans la division batave lors de la campagne d'Allemagne de 1805. Le 5e bataillon est capturé en janvier 1806 par les Britanniques à l'issue de la bataille de Blaauwberg, où son manque de mordant cause la défaite des forces bataves. Le bataillon participe ensuite, au service des Britanniques, à des conflits de frontière coloniaux.
Les régiments du Waldeck au service des Hollandais avaient été dissous après que les Pays-Bas furent transformés en royaume dirigé par Louis Bonaparte, le frère de Napoléon Ier. Réduits à un bataillon chacun, ils constituaient désormais les IIIe bataillons des 2e et 3e régiments d'nfanterie de ligne du royaume de Hollande, avant leur dissolution en 1808.
À partir de juillet 1807, Waldeck était désormais tenu de fournir deux compagnies au IIe Bataillon du 6e régiment d'infanterie de la confédération du Rhin, en service auprès de l'Empire français. Les soldats étaient alors appelés « fusiliers » et servirent principalement dans la guerre d'indépendance espagnole contre les forces britanniques dirigées par le duc de Wellington. En 1812, le 6e régiment de la confédération fut reformé, avec trois compagnies de Waldeck et une de Reuss constituant à nouveau le IIe Bataillon. À la chute de l'Empire français en 1814, Waldeck fournissait désormais trois compagnies d'infanterie et une compagnie de Jäger à la nouvelle Confédération allemande[réf. souhaitée]. Le bataillon recréé fait partie de l'armée de la Confédération germanique.
En 1849, le bataillon d'infanterie de Waldeck est mobilisé pour la première guerre de Schleswig.
En 1866, il est renommé bataillon de fusiliers de la principauté de Waldeck. Lors de la guerre austro-prussienne de cette année-là, Waldeck, déjà allié à la Prusse depuis la signature d'une convention militaire en 1862, se rangea du côté des Prussiens. Cependant, le bataillon ne participa à aucun combat, restant en garnison à Mayence. Après avoir intégré la Confédération de l'Allemagne du Nord en 1867, sous la direction prussienne, le Bataillon de Fusiliers de Waldeck fut transformé en IIIe Bataillon (Fusiliers) du régiment d'Infanterie prussien von Wittich (3e électoral hessois) n° 83, et conserva ce statut jusqu'en 1918. Le titre honorifique de « colonel-propriétaire » du régiment était attribué au prince de Waldeck-Pyrmont[réf. souhaitée].
Le régiment participa à la guerre franco-prussienne de 1870, où il reçut le surnom de « Régiment de Fer ». Pendant la Première Guerre mondiale, en tant que composant de la 22e Division, il combattit principalement sur le front oriental.

### Uniformes

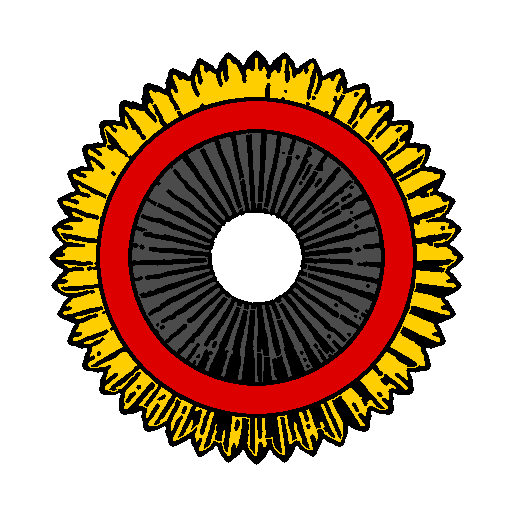
Cocarde de Waldeck.

Contrairement à la Hesse-Darmstadt, la Hesse-Cassel ne conserva aucune particularité distinctive par rapport aux Prussiens. Les soldats de Waldeck, cependant, étaient autorisés à arborer la cocarde de Waldeck sur leur shako ou leur casque à pointe comme signe de distinction. Le bataillon de Waldeck fut stationné à diverses époques à Arolsen/Mengeringhausen/Helsen (de), Bad Wildungen, Bad Pyrmont et Warburg.

## Symboles d'État

### Étoile de Waldeck
Le principal symbole des États de Waldeck était l'« Étoile de Waldeck », une étoile noire à huit branches sur fond doré. Ce motif remonte aux armoiries de la famille von Schwalenberg de Lippe, qui ont intégré l'étoile il y a plus de 1000 ans. En tant que descendants, les comtes puis princes de Waldeck ont adopté cet emblème dans les armoiries de leur maison. La première mention documentée de cet usage remonte à 1180, lors de l'acquisition du château de Waldeck par les comtes de Schwalenberg. Aujourd'hui, toutes les communes de l'ancien territoire de Waldeck affichent l'étoile dans leurs armoiries officielles. Certaines, comme Bad Arolsen ou Korbach, présentent une version réduite de l'étoile de Waldeck, tandis que d'autres, telles que Bad Wildungen, proposent des variantes avec des couleurs inversées ou un nombre différent de branches.

Blason de l'ancien district de Waldeck, avec l'étoile classique de Waldeck
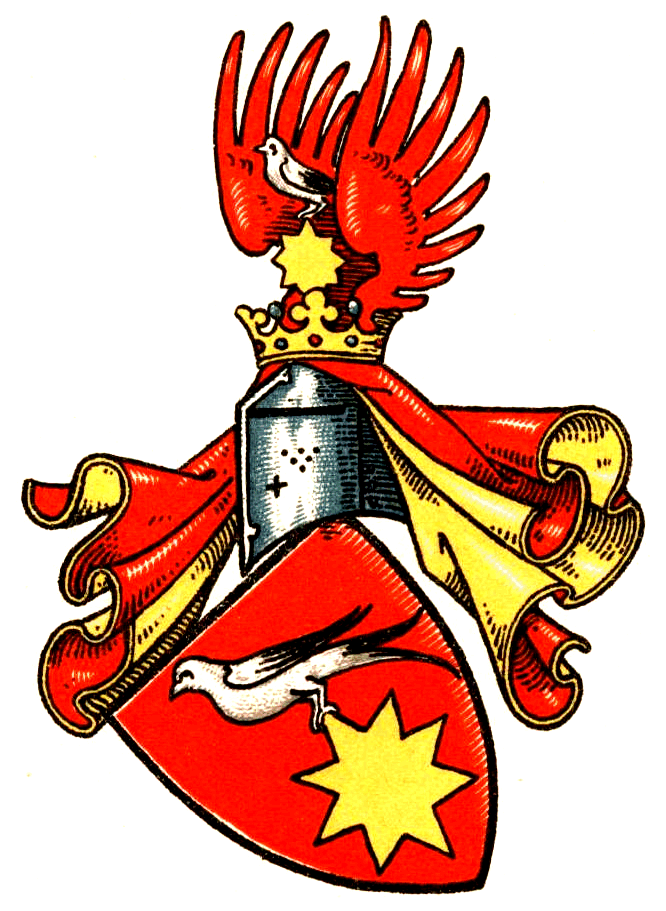
Armoiries d'origine de la famille von Schwalenberg, origine de l'étoile de Waldeck
Armoiries d'origine de la famille von Waldeck
Grandes armes d'État de la principauté de Waldeck avec l'étoile au centre
Blason de Bad Wildungen, avec damasquinage et couleurs inversées pour la distinction
Blason de Korbach, avec une demi-étoile en bas
Blason de Diemelstadt, avec l'étoile dans une niche
Ancien blason de la ville de Waldeck, avec six rayons au lieu de huit

L'étoile est un symbole local très prisé, apparaissant fréquemment sur divers supports tels que les drapeaux, les autocollants de voiture, et les plaques murales. Elle est également largement présente dans l'art local et joue un rôle important dans le développement urbain,.

### Drapeaux

#### Drapeau régional et national
Les couleurs régionales de Waldeck s'inspirent des couleurs du drapeau tricolore allemand de la révolution de 1848. Le drapeau noir-rouge-or, adopté par la Confédération germanique, ne fut pas seulement destiné à l'Allemagne ; de nombreux princes régionaux acceptèrent la constitution et adoptèrent également ce drapeau pour leurs propres territoires, y compris Waldeck. Cependant, la constitution de l'Empire allemand de 1848 ne fut jamais ratifiée, en grande partie à cause de l'opposition de la Prusse aux mouvements démocratiques, et le drapeau noir-rouge-or y fut interdit. Néanmoins, ce drapeau demeura en usage dans d'autres États de la Confédération germanique, dont Waldeck.
Avant cette révolution, un autre drapeau aux couleurs différentes (rouge-or-noir) était en usage. Ces couleurs étaient déjà établies en 1814, lorsque le prince ordonna que "chaque homme de la milice porte une cocarde rouge-jaune-noire comme signe distinctif." Les couleurs jaune et noir étaient probablement celles du pays depuis 1692.

Un drapeau noir-rouge-or orné de l'étoile de Waldeck est également attesté et est actuellement exposé au musée du château de Waldeck. Il est probable que ce drapeau ait servi de marque distinctive pour différencier le drapeau de service des couleurs nationales couramment utilisées. Plus tard, ce drapeau fut adopté par le district de Waldeck.

Couleurs/ drapeau national
Drapeau national avec l'étoile de Waldeck
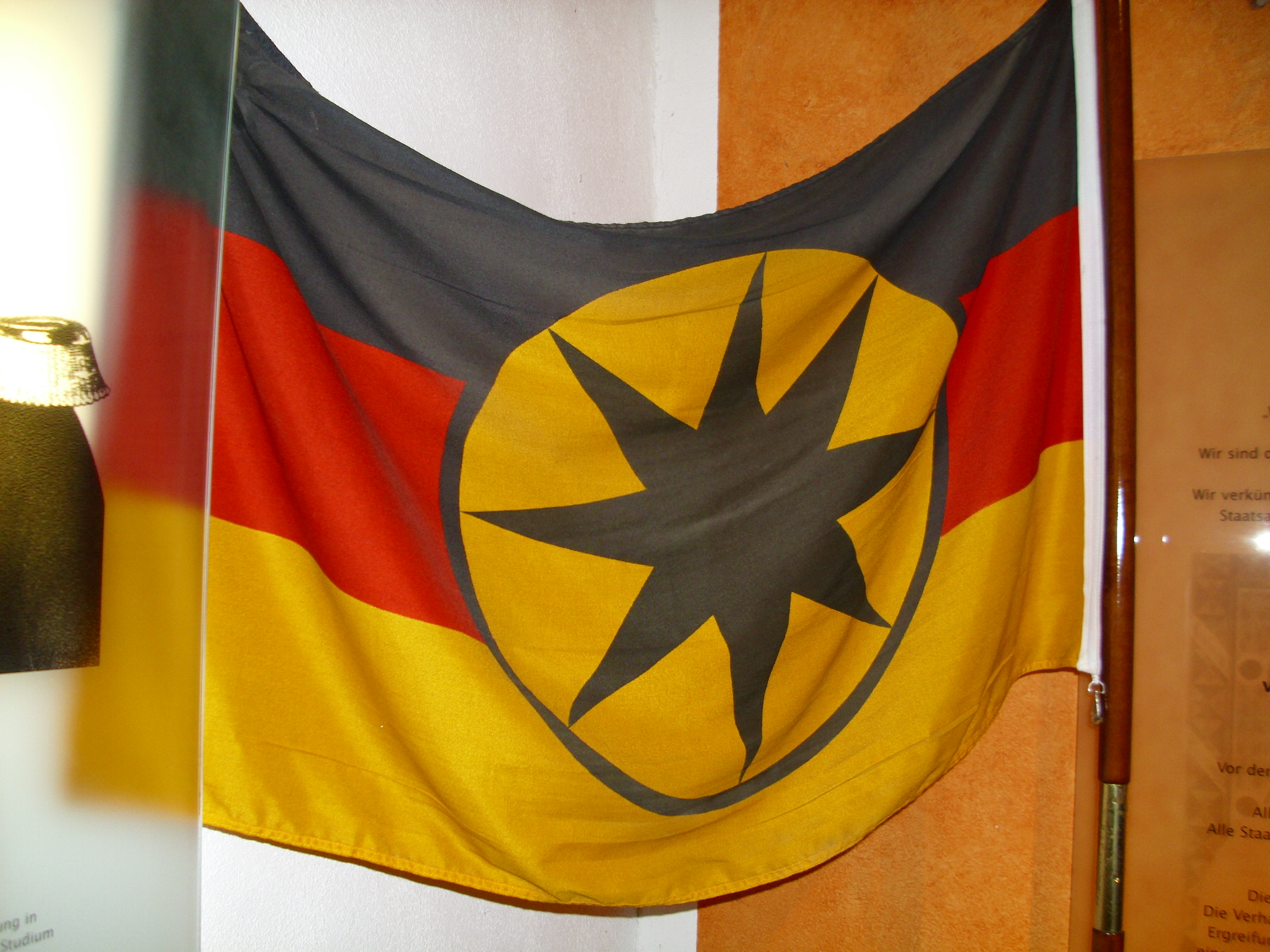
Drapeau national dans le musée du château
Drapeau avant la révolution de 1848
Drapeau du Prince

#### Drapeau du Prince
Le drapeau du Prince, dans sa version initiale, était de couleur jaune uni avec l'étoile de Waldeck en son centre et un canton blanc arborant une croix ancrée rouge, symbole des armoiries du comté de Pyrmont. Ce drapeau semble être tombé en désuétude lors de la transition vers les couleurs noir, rouge et or. Vers 1897, l'héraldiste Hugo Gerhard Ströhl mentionne que ce drapeau n'était plus en usage, et que le prince, après vérification auprès de la Cour princière, ne se servait plus d'un drapeau spécifique, mais uniquement des couleurs nationales noir, rouge et or. Selon des sources plus récentes, un nouveau drapeau princier aurait été introduit vers 1900. Ce drapeau, à bandes horizontales noir, rouge et or, était similaire au drapeau national mais incluait les armoiries d'État de la principauté dans la bande rouge centrale.

#### Drapeaux militaires
Les régiments de Waldeck avaient au XVIIIe siècle probablement deux drapeaux par bataillon. La 1re compagnie du 1er bataillon portait la Leibfahne (le drapeau du corps), les autres drapeaux étaient des Regimentsfahnen (drapeaux régimentaires ou drapeaux ordinaires). Les drapeaux portaient à l'avers les grandes armoiries de la principauté, supportées par deux lions d'or (couronnés sur la Leibfahne et tête nue sur les Regimentsfahnen) et entourées de drapeaux étendus. Le fond des Leibfahnen était blanc, celui des Regimentsfahnen étaient rouge.
Pour les régiments au service des Provinces-Unies (jusqu'en 1806), le revers des drapeaux portait les symboles néerlandais : un lion avec une épée dans une main et des flèches dans l'autre,,. On ignore ce que portaient les deux drapeaux du 3e régiment au services des Britanniques.

Les Français ont capturé deux paires de drapeaux en 1746 et 1747 pendant la guerre de Succession d'Autriche et les Espagnols une paire en 1783 pendant la guerre d'indépendance américaine.

Drapeaux militaires de Waldeck
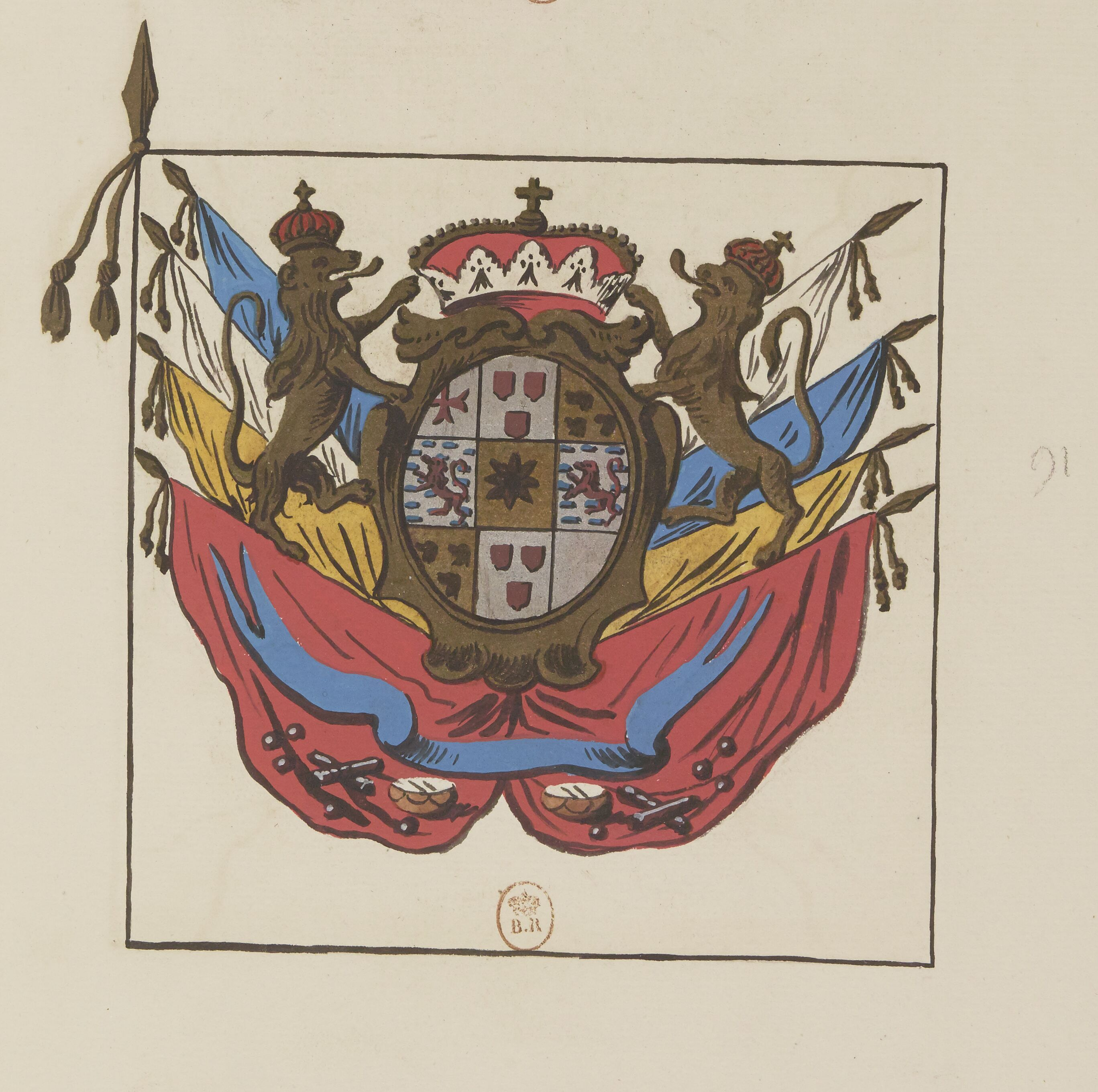
Leibfahne d'un régiment de Waldeck d'après un dessin français d'époque après sa capture en 1746 ou 1747.
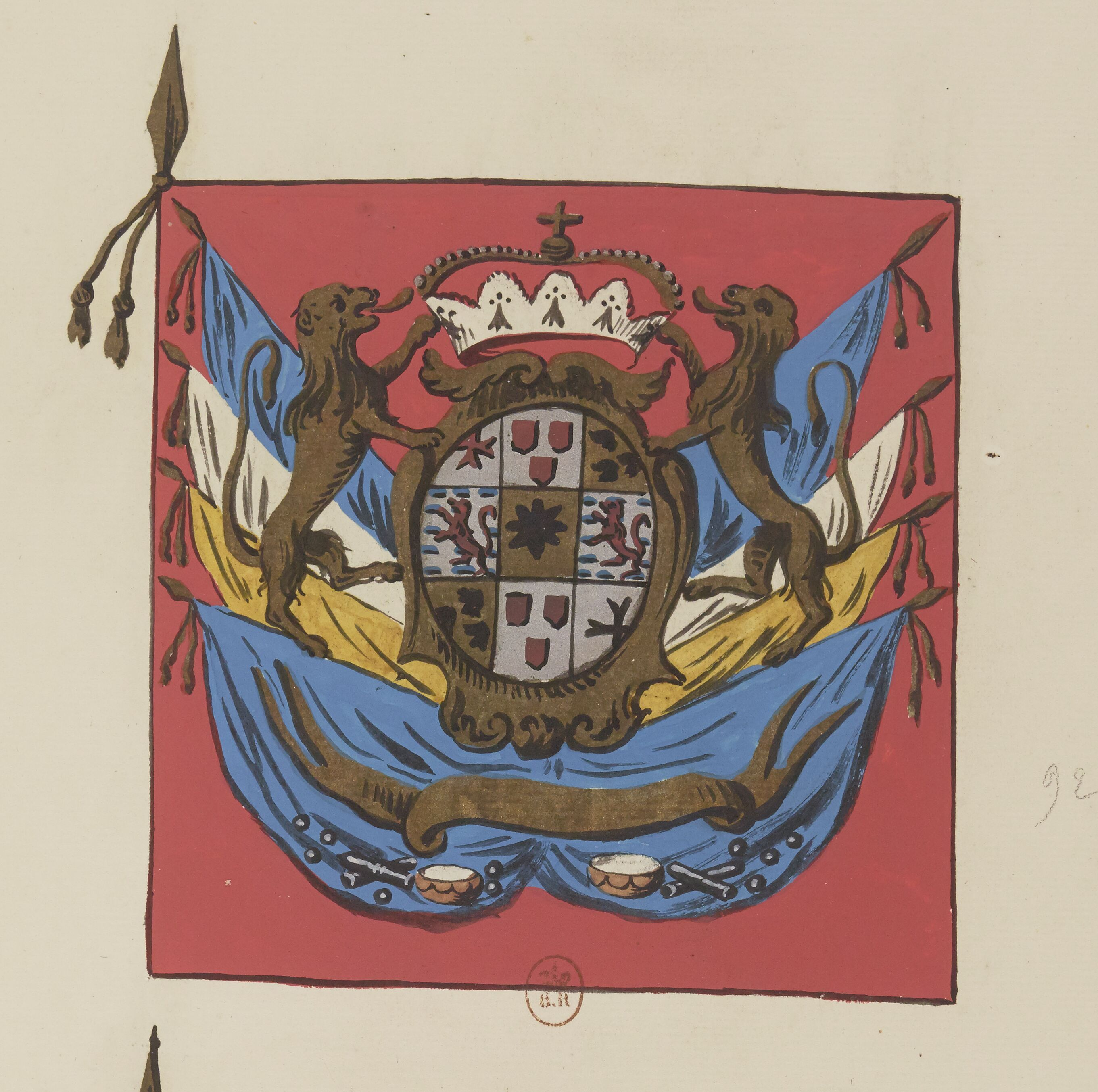
Regimentsfahne, idem.

### Armoiries
Les armoiries des États de Waldeck se composent principalement de deux éléments : une étoile noire sur fond doré, l'étoile de Waldeck, et une croix ancrée rouge sur fond argenté, représentant les armoiries du comté de Pyrmont. Depuis 1631, les deux principautés étaient unies sous une même main, formant ainsi la principauté de Waldeck-Pyrmont.

#### Armoiries ancestrales de la maison de Waldeck
Les armoiries ancestrales de la maison de Waldeck se décrivent comme suit : « D'or à une étoile à huit branches de sable. Sur le heaume, avec des lambrequins de sable et d'or, un vol ouvert d'or, chaque aile chargée de l'étoile ».
Les armoiries ancestrales originales de la maison de Waldeck étaient : « D'or à une étoile à huit branches de sable. Sur le heaume, avec des lambrequins de sable et d'or, un écu garni de sept plumes d'or, portant en son centre l'étoile à huit branches de sable sur fond d'or ».
Le motif de l'écu à plumes s'est évolué pour devenir un vol ouvert.

#### Grand Blason d'État de Waldeck-Pyrmont
Le grand blason d'État de la principauté se compose d'un écu écartelé et parti deux fois, avec un petit écu en cœur affichant les anciennes armoiries de la principauté de Waldeck.
Les éléments du blason sont répartis comme suit :
- Premier et neuvième champs : Armoiries du comté de Pyrmont.
- Deuxième et huitième champs : Armoiries de la seigneurie de Rappoltstein, sur laquelle les princes de Waldeck revendiquaient un droit depuis 1793.
- Troisième et septième champs : Armoiries de la seigneurie de Hohenach/Hohenack, toutes deux situées en Alsace.
- Quatrième champ : Armoiries de la seigneurie de Tonna en Thuringe, appartenant à Waldeck de 1640 à 1677.
- Sixième champ : Armoiries de la seigneurie de Geroldseck, spécifiquement de Grand-Geroldseck en Alsace, et non de Hohengeroldseck dans l'Ortenaukreis.

L'écu est surmonté de cinq casques avec lambrequins, chacun représentant les domaines suivants :
- Seigneurie de Hohenach
- Rappoltstein
- Waldeck et Pyrmont
- Tonna
- Geroldseck

Les supports de l'écu sont deux lions d'or, se tenant debout sur un ornement autour duquel s'enroule un ruban noir portant la devise « PALMA SUB PONDERE CRESCIT » (La palme croît sous le poids).
Un remarquable exemple de ce grand blason d'État peut être observé sur le double thaler de l'association Waldeck et Pyrmont de 1847, surnommé « Dicke Emma », qui présente l'écu à neuf champs sur un manteau d'hermine sous le bonnet princier.

## Liste des princes de Waldeck-Pyrmont
- 1712-1728 : Frédéric-Antoine-Ulrich (comte de Waldeck-Pyrmont depuis 1706)
- 1728 : Christian-Philippe
- 1728-1763 : Charles-Auguste-Frédéric
- 1763-1812 : Frédéric-Charles-Auguste
- 1812-1813 : Georges Ier
- 1813-1845 : Georges II Henri
- 1845-1893 : Georges-Victor
- 1893-1918 : Frédéric, dernier prince régnant
- 1918-1946 : Frédéric, chef de la maison
- 1946-1967 : Josias de Waldeck-Pyrmont, chef de la maison (membre du parti nazi, il fut entre autres le plus haut responsable du camp de Buchenwald)
- 1967-2024 : Wittekind de Waldeck-Pyrmont, chef de la maison
- depuis 2024 : Carl-Anton de Waldeck-Pyrmont, chef de la maison